# Oatlands
Oatlands is een plaats in de Australische deelstaat Tasmanië en telt 540 inwoners (2006).